# Pholis crassispina
Pholis crassispina és una espècie de peix de la família dels fòlids i de l'ordre dels perciformes.

## Descripció
- Fa 25 cm de llargària màxima.
- 73-81 espines i cap radi tou a l'aleta dorsal i 2 espines i 34-41 radis tous a l'anal.
- 80-88 vèrtebres.[8][9]

## Hàbitat i distribució geogràfica
És un peix marí, demersal (des de la zona de marees fins als 5 m de fondària) i de clima temperat, el qual viu al Pacífic nord-occidental: les àrees d'algues marines amb fons de còdols des del Japó (des de Hokkaido fins a Kyushu), la península de Corea i la mar Groga fins al golf de Bohai (la Xina).

## Observacions
És inofensiu per als humans.